# 616e régiment de pionniers
Le 616e régiment de pionniers (616e RP) est un régiment de l'armée française. Il combat lors de la Seconde Guerre mondiale. Il est transformé en régiment d'infanterie mi-juin 1940, à la fin de la bataille de France.

## Historique des combats et batailles
Mis sur pied par les centres mobilisateurs d'infanterie 161 (Albi, Rodez, Mende) et 162 (Montpellier, Béziers), il compte deux bataillons. Régiment de pionniers organique du 16e corps d'armée. Renforcé par le IIe bataillon du 605e RP, il est transformé en 616e régiment d'infanterie le 14 juin 1940 et rattaché à la 32e division légère d'infanterie.